# Saltos ornamentais no Campeonato Mundial de Esportes Aquáticos de 2011 - Trampolim 1 m individual feminino
A prova de trampolim 1 m individual feminino dos saltos ornamentais no Campeonato Mundial de Esportes Aquáticos de 2011 foi realizada entre os dias 17 de julho e 19 de julho no Shanghai Oriental Sports Center em Xangai.

## Calendário
| Fase       | Data        |
| ---------- | ----------- |
| Preliminar | 17 de julho |
| Final      | 19 de julho |

## Medalhistas
| Ouro              | Prata          | Bronze               |
| Shi Tingmao (CHN) | Wang Han (CHN) | Tania Cagnotto (ITA) |

## Resultados
40 saltadoras participaram da prova. As 12 melhores competidoras se classificaram para a final.
| Pos.              | Saltador                   | Nacionalidade  | Preliminar | Preliminar | Final     | Final |
| Pos.              | Saltador                   | Nacionalidade  | Pontos     | Pos.       | Pontos    | Pos.  |
| ----------------- | -------------------------- | -------------- | ---------- | ---------- | --------- | ----- |
| Medalha de ouro   | Shi Tingmao                | China          | 294.65     | 2          | 318.65    | 1     |
| Medalha de prata  | Wang Han                   | China          | 306.60     | 1          | 310.20    | 2     |
| Medalha de bronze | Tania Cagnotto             | Itália         | 253.15     | 12         | 295.45    | 3     |
| 4                 | Maria Marconi              | Itália         | 264.25     | 6          | 290.15    | 4     |
| 5                 | Nadezhda Bazhina           | Rússia         | 262.75     | 7          | 286.20    | 5     |
| 6                 | Abby Johnston              | Estados Unidos | 282.40     | 4          | 282.85    | 6     |
| 7                 | Sharleen Stratton          | Austrália      | 282.45     | 3          | 281.65    | 7     |
| 8                 | Anna Lindberg              | Suécia         | 276.05     | 5          | 279.55    | 8     |
| 9                 | Kelci Bryant               | Estados Unidos | 257.00     | 11         | 274.25    | 9     |
| 10                | Olena Fedorova             | Ucrânia        | 258.30     | 9          | 274.15    | 10    |
| 11                | Brittany Broben            | Austrália      | 257.10     | 10         | 267.20    | 11    |
| 12                | Anastasia Pozdniakova      | Rússia         | 260.00     | 8          | 251.70    | 12    |
| 16.5              | H09.5                      |                |            |            | 00:55.635 | O     |
| 13                | Hanna Pysmenska            | Ucrânia        | 251.40     | 13         |           |       |
| 14                | Jennifer Abel              | Canadá         | 250.95     | 14         |           |       |
| 15                | Sophie Somloi              | Áustria        | 249.45     | 15         |           |       |
| 16                | Uschi Freitag              | Alemanha       | 247.70     | 16         |           |       |
| 17                | Sharon Chan                | Hong Kong      | 245.10     | 17         |           |       |
| 18                | Inge Jansen                | Países Baixos  | 241.95     | 18         |           |       |
| 19                | Jun Hoong Cheong           | Malásia        | 241.95     | 18         |           |       |
| 20                | Sayaka Shibusawa           | Japão          | 240.80     | 20         |           |       |
| 21                | Jennifer Benitez           | Espanha        | 232.50     | 21         |           |       |
| 22                | Arantxa Chavez             | México         | 232.35     | 22         |           |       |
| 23                | Vianey Hernandez           | México         | 227.85     | 23         |           |       |
| 24                | Fanny Bouvet               | França         | 227.10     | 24         |           |       |
| 25                | Hannah Starling            | Reino Unido    | 226.40     | 25         |           |       |
| 26                | Choi Sut Ian               | Macau          | 224.50     | 26         |           |       |
| 27                | Marion Farissier           | França         | 221.65     | 27         |           |       |
| 28                | Julia Loennegren           | Suécia         | 221.05     | 28         |           |       |
| 29                | Yuka Mabuchi               | Japão          | 219.50     | 29         |           |       |
| 30                | Alicia Blagg               | Reino Unido    | 212.50     | 30         |           |       |
| 31                | Beannelys Velasquez        | Venezuela      | 211.30     | 31         |           |       |
| 32                | Diana Pineda               | Colômbia       | 209.60     | 32         |           |       |
| 33                | Tina Punzel                | Alemanha       | 206.05     | 33         |           |       |
| 34                | Maria Florencia Betancourt | Venezuela      | 204.90     | 34         |           |       |
| 35                | Sari Ambarwati             | Indonésia      | 200.05     | 35         |           |       |
| 36                | Lei Sio I                  | Macau          | 192.00     | 36         |           |       |
| 37                | Leyre Eizaguirre           | Espanha        | 189.95     | 37         |           |       |
| 38                | Huang En-Tien              | Taipé Chinesa  | 187.25     | 38         |           |       |
| 39                | Carolina Murillo           | Colômbia       | 181.85     | 39         |           |       |
| 40                | Hsu Shi-Han                | Taipé Chinesa  | 146.15     | 40         |           |       |